# Chill (canción)
«Chill» es el segundo sencillo de la banda finlandesa de rock alternativo The Rasmus de su primer álbum Into (2001). Fue lanzado el 18 de junio de 2001 por la compañía discográfica Playground Music. El sencillo fue lanzado el 18 de junio de 2001 por la compañía discográfica Playground Music. Fue el segundo sencillo del álbum Dentro y cuenta con las pistas «Chill» y «FFF-Falling» (versión acústica). El maxisencillo también incluye el lado B «Can not Stop Me» y el video musical de «FFF-Falling». Fue un éxito número dos en Finlandia.
«Chill» es una canción lenta y melódica, como muchos otros en el álbum Into.

## Video musical
El video musical de "Chill" fue grabado por la propia banda durante una gira en Estocolmo, Suecia el mismo año. El video muestra diferentes clips de la banda en el escenario y también en su autobús de gira.

## Sencillo
Sencillo en CD
1. «Chill» - 4:14
2. «F-F-F-Falling» (Acústico) - 3:28

Maxi sencillo
1. «Chill» - 4:14
2. «F-F-F-Falling» (Acústico) - 3:28
3. «Can't Stop Me» - 2:53
4. «F-F-F-Falling» music video